# Dolmen de Kerangoff
Le dolmen de Kerangoff, appelé aussi Roh-Vras-de-Pourhos, est un dolmen de Saint-Philibert, dans le Morbihan, en France.

## Localisation
Le dolmen est situé dans une propriété privée grillagée,, entre les hameaux de Kermané et Kerangoff, plus proche du second que du premier (à respectivement, environ 40 m et 140 m des premières habitations).

## Description
Cet édifice est un dolmen à couloir restauré. La dalle de couverture, soutenue par 8 orthostates et par un moyen plus moderne, (une barre d'acier) qui lui confère une plus grande stabilité, mesure environ 4 × 3 m ; elle a été remontée dans le courant du XXe siècle. Le couloir, qui constituait l'entrée de la sépulture, a disparu.

## Historique
Le monument néolithique est classé au titre des monuments historiques par arrêté du 20 avril 1927.